# アイラス・ヌネス
アイラス・ヌネス（Airas Nunes、1230年頃～1293年）は、13世紀のガリシア人聖職者、トルバドゥール。司教に長く仕えた後、1284年から1289年の間、カスティーリャ王サンチョ4世の宮廷で詩人として活躍した。
彼の詩は中世ガリシア・ポルトガル語で書かれている。14の作品が知られており、それらのうちの6曲は恋愛歌（Cantigas de Amor）、3曲は友情歌（Cantigas de Amigo）、4曲は風刺歌、1曲は牧歌である。彼の詩には時に他の作者、例えばポルトガル王ディニス1世や、カスティーリャ王アルフォンソ10世、en:João Zorro、en:Nuno Fernandes Torneolといった詩人からの引用が見られる。
アルフォンソ10世の聖母マリアのカンティガ集の制作に作曲者として協力したかもしれないと考えられている。

## 参考
- Airas Nunes, in Cantigas Medievais Galego-Portuguesas